# Bcl-2

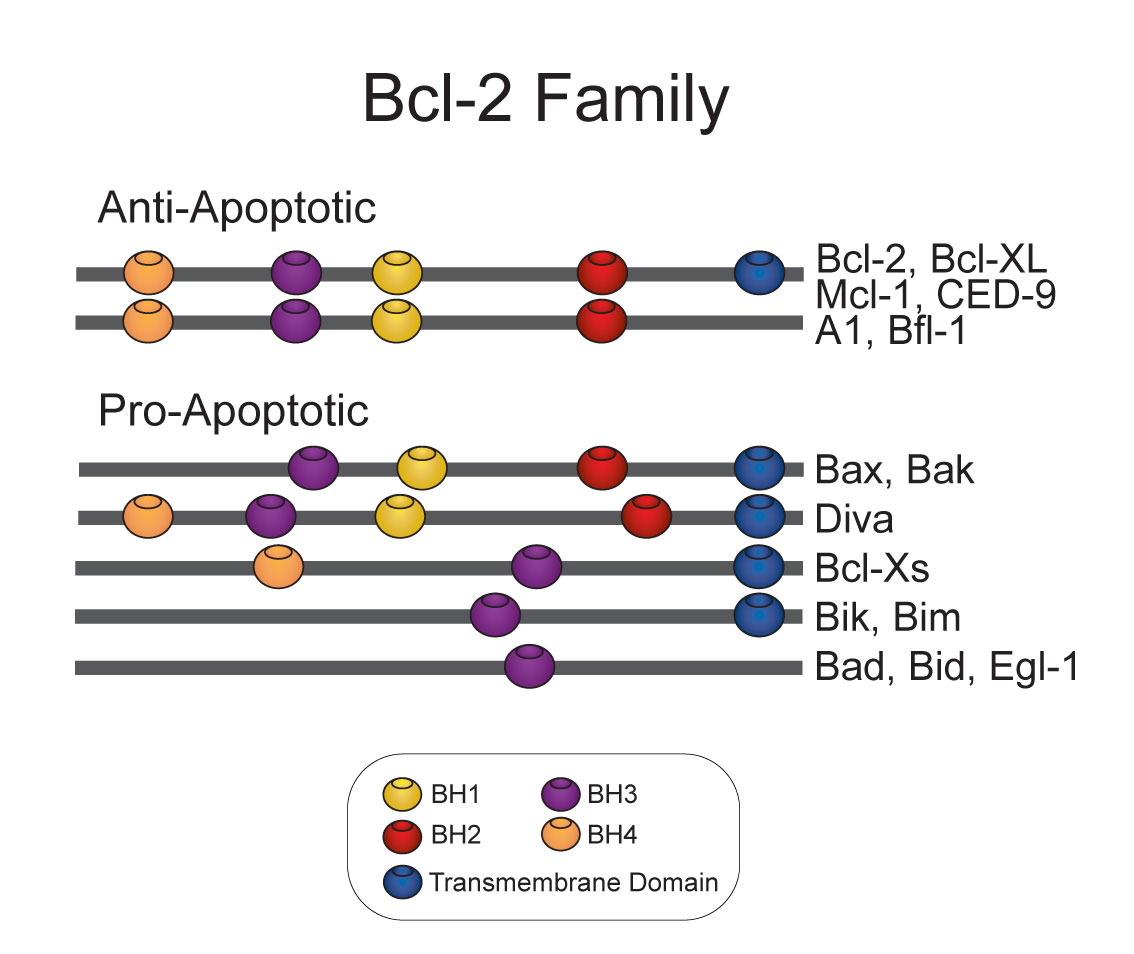
Přehled bcl-2 genů podle jejich hlavních domén

Bcl-2 je genová rodina bcl genů, jejíž název je odvozen od slov „B-cell lymphoma“, protože byly poprvé identifikovány v souvislosti s lymfomem B-buněk. Bcl-2 proteiny jsou schopné regulovat propustnost vnější mitochondriální membrány, což je důležitý krok v průběhu programované buněčné smrti (apoptózy). Tzv. proapoptotické bcl-2 proteiny obecně zvyšují propustnost zmíněné membrány, což vede k vyloučení cytochromu c z mitochondrie (signál pro provedení dalších kroků apoptózy). Zato protiapoptotické proteiny/geny deaktivují ty proapoptotické a zamezují jejich funkci.
K lidským proteinům, jež indukují apoptózu, patří z této rodiny hlavně Bax, Bak, Bok, Bcl-G, Bcl-rambo a Bfk, zatímco k protiapoptotickým bcl-2 proteinům patří samotný Bcl-2, Bcl-xL, Bcl-w, Mcl-1, Bcl2l10, Bfl-1 či Bcl2l12). Všechny obsahují ve svém kódu podobné domény (označované BH1, BH2, BH3, BH4), ale jedna skupina bcl-2 proteinů obsahuje pouze BH3 (tzv. BH3-only). K těmto patří u člověka Bid, Bad, Bik, Bim, Bmf, Noxa, Puma, Hrk, Beclin1 a MULE.
Ví se o roli bcl-2 proteinů v rozvoji různých druhů rakoviny, jako jsou melanomy, karcinom prsu, rakovina prostaty a plic. Dále však zřejmě představuje významný prvek v různých autoimunitních onemocněních a při schizofrenii.